# Spilosoma rubidus
Spilosoma rubidus là một loài bướm đêm thuộc phân họ Arctiinae, họ Erebidae.